# Manuela Galiano López
Manuela Galiano López, née le 17 février 1972, est une femme politique espagnole membre du Parti socialiste ouvrier espagnol (PSOE).

## Biographie

### Vie privée
Elle est mariée.

### Profession
Elle est fonctionnaire de la Junte des communautés de Castille-La Manche.

### Carrière politique
Elle est élue conseillère municipale de El Provencio en 1995 et maire de la ville de 2003 à 2015.
De 2003 à 2011, elle est élue députée aux Cortes de Castille-La Manche. De 2011 à 2015, elle est députée à la députation provinciale de Cuenca. En juillet 2014 elle est élue secrétaire de la fédération des petites villes.
Le 20 décembre 2015, elle est élue sénatrice pour Cuenca au Sénat et réélue en 2016.